# Meroglossa
Meroglossa is een geslacht van vliesvleugelige insecten uit de familie Colletidae.

## Soorten
- M. borchi Rayment, 1939
- M. canaliculata Smith, 1853
- M. diversipuncta (Cockerell, 1909)
- M. eucalypti Cockerell, 1910
- M. ferruginea Houston, 1975
- M. gemmata Houston, 1975
- M. impressifrons (Smith, 1853)
- M. itamuca (Cockerell, 1910)
- M. modesta Houston, 1975
- M. ocellata Michener, 1965
- M. plumifera Houston, 1975
- M. punctata Rayment, 1935
- M. rubricata (Smith, 1879)
- M. rugosa Houston, 1975
- M. sculptissima Cockerell, 1910
- M. setifera Houston, 1975
- M. soror Perkins, 1912
- M. striaticeps (Friese, 1924)
- M. sulcifrons (Smith, 1853)
- M. torrida (Smith, 1879)